# Lyons (Illinois)
Lyons es una villa ubicada en el condado de Cook en el estado estadounidense de Illinois. En el Censo de 2010 tenía una población de 10729 habitantes y una densidad poblacional de 1.847,68 personas por km².

## Geografía
Lyons se encuentra ubicada en las coordenadas 41°48′44″N 87°49′7″O / 41.81222, -87.81861. Según la Oficina del Censo de los Estados Unidos, Lyons tiene una superficie total de 5.81 km², de la cual 5.66 km² corresponden a tierra firme y (2.54%) 0.15 km² es agua.

## Demografía
Según el censo de 2010, había 10729 personas residiendo en Lyons. La densidad de población era de 1.847,68 hab./km². De los 10729 habitantes, Lyons estaba compuesto por el 74.91% blancos, el 4.21% eran afroamericanos, el 0.76% eran amerindios, el 1.39% eran asiáticos, el 0.01% eran isleños del Pacífico, el 16.19% eran de otras razas y el 2.53% pertenecían a dos o más razas. Del total de la población el 38.34% eran hispanos o latinos de cualquier raza.